# Oksywiecultuur

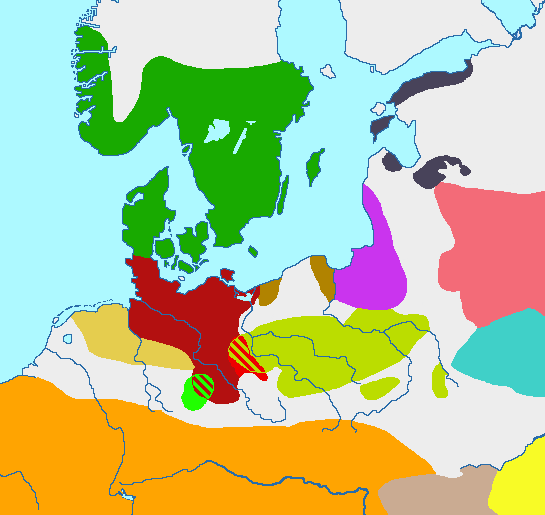
Oksywiecultuur
Jastorfcultuur
Przeworskcultuur
Kelten
Noordse ijzertijd
West-Baltische grafheuvelcultuur

De Oksywiecultuur (Pools: Kultura oksywska, Duits: Oxhöft-Kultur) is een archeologische cultuur van de ijzertijd waarvan de meest typerende vondsten zijn gedateerd van de 2e eeuw v.Chr. tot de 1e eeuw AD.
De Oksywiecultuur is in haar materiële cultuur verwant aan de Jastorfcultuur en de Noordse ijzertijd.
Als gevolg van veranderingen in de materiële cultuur en waarschijnlijk door aankomst van de Goten veranderde begrafenisgewoonten ontstond uit de Oksywiecultuur de Wielbarkcultuur.

## Archeologisch onderzoek
De aanwezigheid van de Oksywiecultuur wordt bepaald op basis van haar karakteristieke metalen voorwerpen en vormen van aardewerk. De naam komt van Oksywie, toentertijd het dorp Oxhöft, tegenwoordig een wijk van Gdynia, waar in het midden van de 19e eeuw de eerste vondsten (grafveld) van deze cultuur ontdekt zijn. De resultaten en studies van deze oorspronkelijke vondst zijn nooit gepubliceerd, en het historisch materiaal verdwenen.
Met name aan het einde van de 20e eeuw vond hernieuwd onderzoek plaats.

## Ontstaan
Recent archeologisch onderzoek suggereert dat de overgang van de lokale bevolking van de Pommerse gezichtsurnencultuur naar de Oksywiecultuur in de 2e eeuw voor Christus plaatsvond.
Er zijn twee belangrijkste theorieën over de oorsprong van deze cultuur. Een ervan gaat uit van een evolutie uit de Pommerse gezichtsurnencultuur op basis van de gelijkenis van bepaalde vormen van aardewerk en metalen voorwerpen, het zelden voorkomen van aardewerk onder de grafvondsten en het tegelijkertijd voorkomen van de twee culturen. Andere onderzoekers merken op dat vergelijkbare kenmerken van materiële cultuur ook gezien werden in de Jastorfcultuur en de Noordse bronstijd, inclusief het weinig voorkomen van aardewerken grafgiften. Een plaatselijke ontwikkeling wordt ook onwaarschijnlijk geacht wegens haar voorkomen in een smalle strook aan de benedenloop van de Wisła en de kust van Słowiński tot het merengebied van Drawski, terwijl de vondsten van de Pommerse gezichtsurnencultuur zich min of meer gelijkmatig over Pommeren verdeeld bevinden.
Hiernaast blijft het einde van de Pommerse gezichtsurnencultuur een open vraag. De meeste geleerden tenderen naar de opvatting dat deze tot in de jongere pre-Romeinse tijd voortduurde, zodat de Oksywiecultuur en de Pommerse gezichtsurnencultuur voor een ruime periode gelijktijdig in Pommeren voorkwamen. 
In het licht van al dit moet een oorsprong analoog aan het ontstaan van de latere Wielbarkcultuur worden verondersteld, namelijk de aankomst in deze gebieden van een nieuwe groep mensen uit Scandinavië. 
De Oksywiecultuur verdween aan het einde van de late Pre-Romeinse periode, hoewel sommige graven uit de Romeinse tijd nog steeds enkele van haar kenmerken vertonen. In haar plaats verscheen de Wielbarkcultuur, geïdentificeerd met de stam der Goten. Dit ging samen met duidelijke veranderingen in de begrafenisrituelen en materiële cultuur.

## Verspreiding en cultuur
Vondsten met karakteristieken van de Oksywiecultuur komen voor in Midden- en Oost-Pommeren, de beneden-Wisła, de Powiat Chełmiński, en de kustgebieden van Kasjoebië en Słowiński. In het westelijke deel zijn er duidelijke Jastorf en Oost-Keltische invloeden, niet verwonderlijk gezien de toenemend aangetoonde Keltische invloed in Koejavië. In de metaalproductie en begrafenisrituelen zijn invloeden van de Jastorf en Przeworskculturen zichtbaar.

### Metaalbewerking
De meest kenmerkende producten van de Oksywiecultuur zijn metalen voorwerpen, zoals de vaak voorkomende eenzijdige zwaarden, speerpunten met weerhaken en karakteristieke aardewerken vaten waarbij de grootste omvang van de buik meest hooggeplaatst was, meestal ei-vormig, tonvormig of emmervormig.
De mensen van de Oksywiecultuur produceerden metalen objecten op basis van lokale ertsen met een hoog fosforgehalte. De metalen voorwerpen zijn vaak geïnspireerd door de producten van de Jastorfcultuur, zoals gespen. Kenmerkend in de Oksywiecultuur was de beschikbaarheid van drie soorten metalen die specifiek voor de vervaardiging van bepaalde producten gebruikt werden.

### Nederzettingen
De bevolking geïdentificeerd met de Oksywiecultuur bewoonde nederzetting met een open karakter. Hierin bevonden zich hoofdzakelijk woningen met een palenstructuur en nutsgebouwen. Er zijn ook restanten gevonden van tijdelijke constructies van lichte deels ondergrondse huizen zowel als hutachtige gebouwen.

### Begrafenisrituelen
In de Oksywiecultuur vond crematie plaats met een dominante rol van kuilgraven. Er waren ook urnengraven, bedekt met een puinstapel of onbedekt. Het kwam ook voor dat in plaats van de klassieke begrafenisurn houders van organisch materiaal werden gebruikt. Een typisch kenmerk van de Oksywie-begrafeniscultuur was de plaatsing op de graven van stenen steles of keien. 
In het eindstadium van de cultuur verschenen skeletgraven. De doden werden op dezelfde wijze toegerust als bij de Przeworskcultuur en de grafgiften werden op dezelfde wijze vernietigd en verbrand.

### Economie
De economie van de Oksywiecultuur was gebaseerd op landbouw, de teelt van gerst en tarwe en het houden van runderen en schapen.